# سین‌فیوتلی

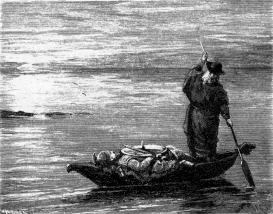
اودین، جنازه سین‌فوتلی را به والهالا می‌برد.

سین‌فیوتلی (به زبان نروژی باستان: Sinfjötli) در اساطیر اسکاندیناوی از رابطهٔ محارم بین زیگموند و خواهرش زیگنی به دنیا آمد. بر طبق ولسونگا ساگا، او نوهٔ شاه ولسونگ، برادر ناتنی زیگورد، هلگی هاندینگزبان و هاموند بود. تولد سین‌فوتلی نتیجه تغییر شکل مخفیانهٔ زیگنی به ساحره‌ای زیبا و همبستر شدن با برادرش زیگموند بود. زیگنی پسری به برادرش هدیه داد تا به کمک او انتقام مرگ پدر و برادرانش را بگیرد. اما زیگموند و سین‌فوتلی از این مسئله که آن‌ها پدر و پسر هستند غافل بودند. در نهایت سین‌فیوتلی به اندازه‌ای قوی می‌شود که به کمک زیگموند، زیگایر و سربازانش را کشته و انتقام مادرش را می‌گیرد.
او همراه با پدرش به سرزمین هون‌ها رفتند، جایی که زیگموند پادشاه شد. پدرش با زنی به نام بورگیلد ازدواج کرد و صاحب دو پسر به نام‌های هلگی هاندینگزبان و هاموند شد. سین‌فیوتلی با زنی جذاب که برادر بورگیلد دلباخته‌اش بود ازدواج کرد. سین‌فیوتلی رقیب خود را از بین برد، اما پس از بازگشت، از برخورد سرد بورگیلد شگفت‌زده شد. زیگموند اصرار کرد که سین‌فیوتلی باید با آن‌ها بماند. بورگیلد بسیار حسود بود و از سین‌فیوتلی تنفر داشت، او نیز از این مسئله آگاه بود. با وجود اینکه سین‌فوتلی در چندین جنگ به هلگی کمک کرده بود، اما همچنان نا مادریش از او متنفر بود. او برای رهایی از سین‌فیوتلی، همسر خود را فریب داد. او به زیگموند به ترتیب سه عدد جام شراب داد که آخرین جام را درون شاخی برای سین‌فیوتلی ریخت و آن را با سمی آغشته کرد. وی به دلیل کدر بودن رنگ شراب از نوشیدن آن امتناع کرد: لذا زیگموند آن را نوشید، اما زیگموند این توانایی را داشت که سم بنوشد بدون آنکه آسیب ببیند پس زیگموند دو جام اول را نوشید و چون مست شده بود آخرین جام را به پسرش داد. او به پسرش توصیه کرد که شراب را از میان سبیل‌هایش سر بکشد، پس سین‌فوتلی نیز همین کار را کرد و سومین جام را نوشید و جان سپرد.
زیگموند اندوه‌زده، جنازهٔ پسرش را به فیورد برد، جایی که او با یک فری‌من (اودین خود را به شکل یک فری‌من درآورده بود) ملاقات کرد. فری‌من به آن‌ها پیشنهاد عبور از فیورد را داد، اما در آن واحد تنها قادر به حمل یک نفر بود و چنین شد که او جنازهٔ سین‌فیوتلی را با خود حمل کرد. در میان راه قایق و سین‌فیوتلی در جلوی چشمان زیگموند ناپدید شدند و او به والهالا برده شد. زیگموند به سرزمین خود بازگشت و همسرش بورگیلد را به جرم قتل پسرش از آنجا تبعید کرد، و او نیز اندک زمانی بعد درگذشت.